# Llengües batak
Les llengües batak són un subgrup de les llengües austronèsies parlades pel poble batak a la província indonèsia del nord de Sumatra i els seus voltants.

## Classificació interna
Les llengües batak es poden dividir en dues branques principals, batak del nord i batak del sud. El Simalungun va ser considerat durant molt de temps un intermediari, però en les classificacions actuals es reconeix com a part de la branca del sud. Dins del Batak del Nord, un estudi va assenyalar 76% de paraules afins entre el Karo i l'Alas, 81% amb el Pakpak, 80% amb el Simalungun i 30% amb el malai (indonès). El Karo i el Toba Batak són mútuament inintel·ligibles.
|  | Pakpak (Dairi) |
|  |                |
|  | Karo           |
|  |                |
|  | Alas-Kluet     |
|  |                |

|  | Toba                                                   |
|  |                                                        |
|  | \| \| Angkola \| \| \| \| \| \| Mandailing \| \| \| \| |
|  |                                                        |
|  | Angkola                                                |
|  |                                                        |
|  | Mandailing                                             |
|  |                                                        |

|  | Angkola    |
|  |            |
|  | Mandailing |
|  |            |

|  | Toba                                                   |
|  |                                                        |
|  | \| \| Angkola \| \| \| \| \| \| Mandailing \| \| \| \| |
|  |                                                        |
|  | Angkola                                                |
|  |                                                        |
|  | Mandailing                                             |
|  |                                                        |

|  | Angkola    |
|  |            |
|  | Mandailing |
|  |            |

|  | Pakpak (Dairi) |
|  |                |
|  | Karo           |
|  |                |
|  | Alas-Kluet     |
|  |                |

|  | Toba                                                   |
|  |                                                        |
|  | \| \| Angkola \| \| \| \| \| \| Mandailing \| \| \| \| |
|  |                                                        |
|  | Angkola                                                |
|  |                                                        |
|  | Mandailing                                             |
|  |                                                        |

|  | Angkola    |
|  |            |
|  | Mandailing |
|  |            |

|  | Toba                                                   |
|  |                                                        |
|  | \| \| Angkola \| \| \| \| \| \| Mandailing \| \| \| \| |
|  |                                                        |
|  | Angkola                                                |
|  |                                                        |
|  | Mandailing                                             |
|  |                                                        |

|  | Angkola    |
|  |            |
|  | Mandailing |
|  |            |

El Mandailing i Angkola són més pròximes més entre si que amb el Toba. Les influències geogràfiques sobre les llengües batak es poden veure al mapa del quadre d'informació; El llac Toba separa el Karo del contacte directe amb el Toba.

## Reconstrucció
Es pot demostrar que les llengües batak descendeixen d'un hipotètic avantpassat comú, el proto-batak (que al seu torn prové del protoaustronesi). El sistema de so de Proto-Batak va ser reconstruït per Adelaar (1981).
|           |           | Labial | Alveolar | Palatal | Velar | Glotal |
| --------- | --------- | ------ | -------- | ------- | ----- | ------ |
| Atura     | sense veu | *pàg   | *t       | *c      | *k    |        |
| Atura     | expressat | *b     | *d       | *j      | *ɡ    |        |
| Fricativa | Fricativa |        |          | *s      |       | *h     |
| Nasal     | Nasal     | *m     | *n       |         | *ŋ    |        |
| Semivocal | Semivocal | *w     |          | * i     |       |        |
| Lateral   | Lateral   |        | *l       |         |       |        |
| Trill     | Trill     |        | *r       |         |       |        |

|         | Davant | Central | esquena |
| ------- | ------ | ------- | ------- |
| Alt     | *i     |         | *u      |
| Mitjana |        | *ə      |         |
| baix    |        | *a      |         |

Diftongs finals: *-uy, *-ey, *-ow.
Els sons Proto-Batak van conèixer els canvis següents en les llengües-filles individuals:
- Proto-Batak *k es va convertir en h en posició inicial i medial a les llengües batak del sud:

Proto-Batak *kalak > Toba, Simalungun halak ; Karo kalak 'persona'
Proto-Batak *dukut > Toba, Simalungun duhut ; Karo dukut 'herba'
- El so proto-Batak *h es va perdre a Toba, Angkola i Mandailing:

Proto-Batak *pərəh > Toba poro  Simalungun poroh, Karo pereh /pərəh/ 'esborrar'
- Les aturades sonores finals de Proto-Batak *b, *d i *g tan sols es conserven a Simalungun. A Toba, Angkola i Mandailing, no són expressades, mentre que a les llengües batak del nord, van passar a nasals homorgànics (/m/, /n/, /ŋ/):

Proto-Batak *dələg > Simalungun dolog, Toba dolok, Karo deleng /dələŋ/ 'muntanya'.
- La vocal central *ə es manté a les llengües del nord, i es canvia a / o/ a les llengües del sud:

Proto-Batak *ənəm > Karo enem (/ənəm/), Toba onom 'sis'
- Els diftongs proto-batak solament es conserven a Simalungun, però passen a monoftongs en totes les altres llengües batak:

Proto-Batak *apuy > Simalungun apuy ; ttotes les altres llengües api 'foc'
Proto-Batak *matey > Simalungun matei ; totes les altres llengües mate 'mort'
Proto-Batak *pulow > Simalungun pulou ; totes les altres llengües pulo 'illa'

## Sistema d'escriptura
Històricament, les llengües batak s'escrivien utilitzant l'escriptura batak, però l'escriptura llatina s'utilitza ara per a la majoria d'escriptures.